# Хале (Весербергланд)
Хале (њем. Halle) општина је у њемачкој савезној држави Доња Саксонија. Једно је од 32 општинска средишта округа Холцминден. Према процјени из 2010. у општини је живјело 1.683 становника. Посједује регионалну шифру (AGS) 3255016.

## Географски и демографски подаци
Хале се налази у савезној држави Доња Саксонија у округу Холцминден. Општина се налази на надморској висини од 129 метара. Површина општине износи 28,7 km². У самом мјесту је, према процјени из 2010. године, живјело 1.683 становника. Просјечна густина становништва износи 59 становника/km².